# L'École des espions
Pour plus de détails, voir Fiche technique et Distribution.
L'École des espions est un téléfilm français réalisé par Elsa Bennett d'après un scénario de Jacques Kirsner et Alain Bauer, diffusé pour la première fois en France le 29 août 2024 sur France 3.
Cette fiction est une coproduction de JEM Productions et France Télévisions pour France 2, réalisée avec la participation du CNC,,.

## Synopsis
On partage ici le quotidien d'une quinzaine de jeunes qui ont intégré l'« école des espions » pour diverses raisons. Suivant leurs résultats (la moyenne obligatoire), ils sont censés devenir, à l’issue  de leur entraînement, l'élite des espions de demain.
En parallèle du déroulé de la formation, on est confronté à des péripéties inattendues qui nous plongent dans une enquête de type mi-policier, mi-espionnage. La fin, qui n'en est pas une, laisse à penser qu'il y aura, certainement, une ou plusieurs réalisations qui donneront une suite à ces événements. Une série peut-être ?

## Fiche technique
- Titre français : L'École des espions
- Réalisation : Elsa Bennett[1],[2],[5],[3]
- Scénario : Jacques Kirsner et Alain Bauer[1],[2], avec la collaboration de Loïc Landrau
- Musique : Cascadeur
- Décors : Benjamin Fourcy
- Costumes : Éric Perron
- Photographie : Thomas Lerebour
- Son : Pierre-Antoine Coutant
- Montage : Romain Namura
- Maquillage : Shirley Drai
- Sociétés de production : JEM Productions et France Télévisions[1],[2],[3]
- Pays de production :  France
- Langue originale : français
- Format : couleur
- Genre : espionnage, drame, policier[1]
- Durée : 90 minutes[1],[2]
- Dates de première diffusion : 
  - France : 29 août 2024 sur France 3[6],[7]

## Distribution
- Pascal Elbé : le directeur Philippe Lombard
- Thierry Godard : Marcel
- Laurent Capelluto : Pedro Alfonso
- Lubna Azabal : Anne Sophie de Noblecourt
- Jennifer Decker : Émilie
- Eléonore Arnaud : Aurore
- Bertrand Constant : Edgar
- Jérôme Pouly : Bernard
- Philippe Duclos : Verdier
- Lorenzo Lefebvre : Pierre
- Jean Reynès : le président Soutter
- Eugène Marcuse : François
- Vinciane Millereau : Hélène Schiapira
- Régis Lux : Emmanuel, l'adjoint
- Isaline Prevost Radeff : Inès
- Lise Lomi : Zana
- Aisleen Mclafferty : Manon
- Inès Boukhelifa : Radia
- Joaquim Fossi : Valentin
- Rebecca Benhamour : Zoé
- Aymeric Fougeron : Baptiste
- Samantha Le Bas :  Tamara
- Nadia Sifer : Julie, agent de sécurité
- Zoé Bruneau : Victoria
- Axel Sabaud : Mattéo
- Anton Yakovlev : Vassili Solovsky
- Lucas Kellou : Yacine
- Rony Kramer : Dov

## Production

### Genèse et développement
Le scénario est de la main de Jacques Kirsner et Alain Bauer, avec la collaboration de Loïc Landrau, et la réalisation est assurée par Elsa Bennett,,,.

### Tournage
Le tournage se déroule du 19 juin au 20 juillet 2023 à Paris,,.

## Accueil

### Diffusions et audience
En France, le téléfilm, diffusé le 29 août 2024 sur France 3, est regardé par 2 001 000 téléspectateurs et se classe troisième en termes d'audience.

### Accueil critique
Alexandre Letren, du site VL-Média, est séduit : « L'École des espions est une belle réussite d'un service public qui démontre aller dans d'autres directions et raconter d'autres histoires. Tout le monde peut y trouver son compte ! ». Mais il regrette le positionnement peu clair de cette fiction, entre téléfilm et épisode pilote d'une éventuelle série.